# تاريخ المملكة العراقية
تأسست المملكة العراقية يوم تتويج الملك فيصل الأول في 23 أغسطس 1921 ، في ساحة ساعة القشلة ببغداد بحضور المندوب السامي البريطاني برسي كوكس ورئيس وزراء العراق عبد الرحمن النقيب، وكبار ساسة العراق و رؤساء العشائر من العراقيين. وقبل ذلك اليوم بنحو 4 أعوام تقريباً وتحديدا في 4 اكتوبر من عام 1918 كان فيصل قد دخل دمشق لينهي السيطرة العثمانية على البلاد التي استمرت 400 عام ثم يجلس لاحقا على عرش المملكة العربية السورية التي كانت قصيرة العمر.

شعار المملكة العراقية الهاشمية

## خلفية تاريخية

### دخول الإنكليز
كان العراق يتكون من ثلاث ولايات عثمانية هي (بغداد و الموصل و البصرة) و بعد إندلاع الحرب العالمية الأولى دخلت الدولة العثمانية في الحرب إلى جانب ألمانيا و النمسا و المجر ، في مواجهة بريطانيا و حلفائها و في عام 1914 بدأت القوات البريطانية الزحف إلى العراق باعتباره بوابة للمرور إلى عاصمة الدولة العثمانية ، وكان الهجوم الأول حملة القصف من القوات البحرية على حصن الفاو القديم في البصرة جنوبي البلاد.
واستمرت المعارك بين البريطانيين والعثمانيين حتى انهزم البريطانيون في معركة الكوت، واستسلم الجنرال تشارلز تاونسند في 29 أبريل/نيسان 1916، ووقع نحو 13 ألف جندي بريطاني في الأسر.
فقامت بتجهيز قوات إضافية مع معدات جديدة، واستمر تدريبها وتنظيمها 6 أشهر، ثم شنت هجوما كبيرا في 13 ديسمبر/كانون الأول 1916.
واستطاعت القوات البريطانية التقدم على ضفتي نهر دجلة، مما دفع العثمانيين للخروج من عدد من المواقع العسكرية في تلك المنطقة، ونجح البريطانيون في السيطرة على الكوت في فبراير/شباط 1917، ثم توجه جيشهم نحو العاصمة العراقية.
وفي 11 مارس/آذار 1917 دخل الجيش البريطاني قلب مدينة بغداد، ولقد لعبت قوات الهند البريطانية دورا مهما في ذلك الاحتلال، كما يقول الخفاجي.
وبعد أسبوع من سقوط المدينة -بحسب الخفاجي- أصدر الجنرال البريطاني ستانلي مود "بيان بغداد" الذي اشتهر باحتوائه على العبارة التي قالها "لم تأتِ جيوشنا إلى مدينتكم وأرضكم كغزاة أو أعداء، ولكن كمحررين.

### ثورة العشرين
بعد ثلاث سنوات من الحكم البريطاني عام 1920 ثار العراقيون بقيادة شيوخ العشائر و رجال الدين و المفكرين ، مطالبين البريطانيين بإيقاف سياسة "تهنيد العراق" و تنصيب حكومة وطنية بقيادة ملك عربي ليقود دولة عراقية مستقلة.
ورغم فشل ثورة العشرين إلا إنها نجحت في اجبار البريطانيين على تحقيق مطالب الثورة.

### التعهد البريطاني
قرر وزير المستعمرات الجديد، ونستون تشرشل أن هناك حاجة إلى إدارة جديدة في العراق وكذلك في المستعمرات البريطانية بالشرق الأوسط، ونادى لعقد مؤتمر موسع بالقاهرة. في آذار/مارس 1921م في مؤتمر القاهرة، ناقش المسؤولون البريطانيون مستقبل العراق. فأراد البريطانيون للسيطرة على العراق من خلال وسائل غير مباشرة، وذلك أساسا عن طريق تثبيت مسؤولين سابقين ذوو علاقة ودية بالحكومة البريطانية.و تشكيل حكومة عراقية وطنية تتولى اختيار ملك للعراق.

### تشكيل الحكومة
في الخامس والعشرين من تشرين الاول عام 1920 تألفت اول وزارة عراقية في تاريخ العراق الحديث بقرار بريطاني وبتوجيه مباشر من المندوب السامي برسي كوكس، وهي وزارة السيد عبد الرحمن الكيلاني نقيب اشراف بغداد ، التي عرفت بالوزارة المؤقتة.

## اختيار الملك
رغم أن فيصل بن الحسين كان الخيار المفضل لدى البريطانيين، لم يمنع ذلك وجود عدد من المرشحين، فالبعض فضل أن يتولى العرش أمير عثماني وآخرون كانوا يميلون الى الخط الهاشمي وكان أبرز المرشحين :

### محمد برهان الدين

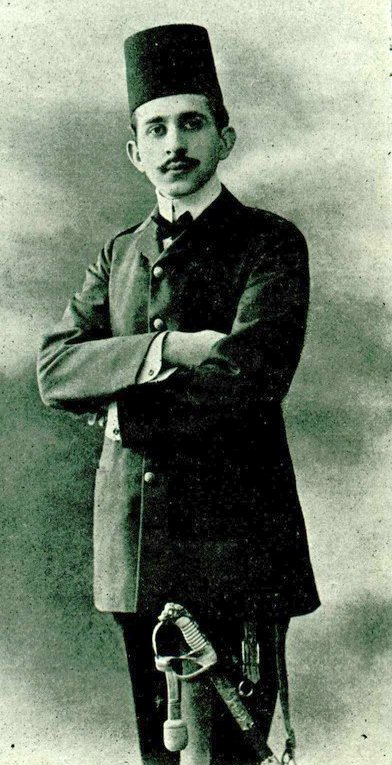
برهان أفندي

برهان الدين أفندي أحد أبناء السلطان عبد الحميد الثاني. كان وسيما ذو خبرة في العزف على البيانو والتلحين والرسم ورسام، وكان والده السلطان عبد الحميد الثاني محبا له ومعجبا به وبذكائه. انتخب برهان الدين ملكا على ألبانيا عام 1913م لكنه اعتذر بسبب عدم تنازله عن حقه في عرش تركيا، حاول أصحاب الميول التركية تمليكه على العراق إلا إن شعبيته لم تكن كافية.

### عبدالرحمن النقيب

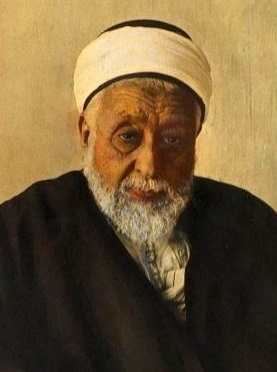
عبدالرحمن النقيب

بعد تشكيله للحكومة الأولى تحمس البعض لتوليته الملك، بسبب شعبيته الكبيرة بين جميع الطوائف الإسلامية، لأن من نسل آل البيت، إلا إن كبر سنه و عدم وجود وريث له حال دون ذلك.

### طالب النقيب

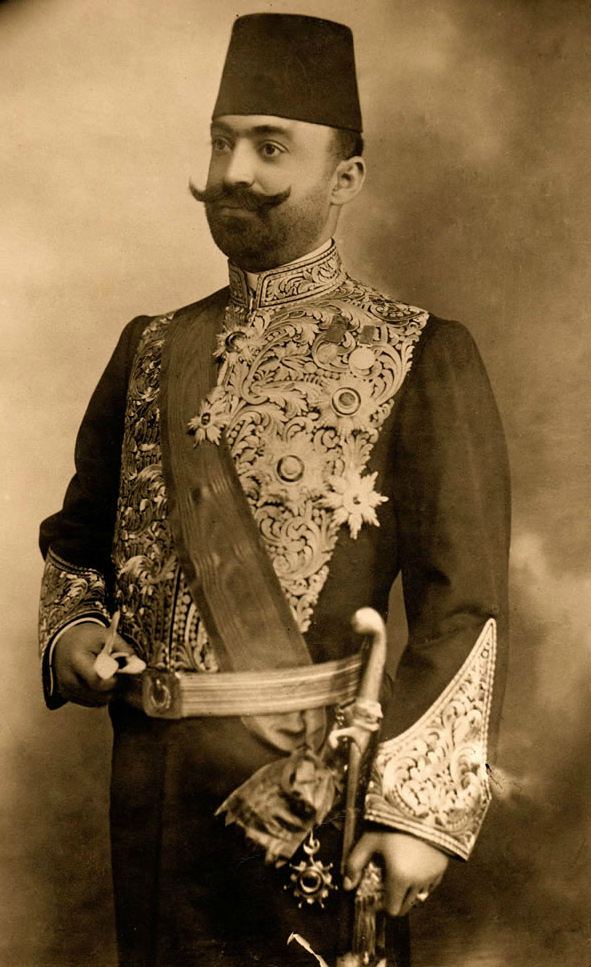
طالب باشا النقيب

كان طالب النقيب صاحب فكرة تولية عبدالرحمن النقيب العرش لكونه من أقاربه ، طمعاً في ولاية العهد ، و عندما فشل ذلك رشح نفسه لهذا المنصب ، وعلى هذا الاساس كان بعض دعاته يطوفون في البصرة وبغداد.. للحصول على تواقيع الناس على مضابط اعدت لهذا الغرض، وبهذا الصدد يقول عبد العزيز القصاب: كنت ذات يوم في دار المرحوم عبد العزيز الزئبق.. فدخل علينا السيد ابراهيم الشواف واخوه قاضي البصرة المرحوم علي الشواف وبيدهما مضبطة يجمعون تواقيع وجوه الكرخ فتناولت الورقة منه وقرأتها فاذا هي من جانب السيد عبد الملك الشواف واخوانه المذكورين وتتضمن الطلب من الحاكم الملكي العام السير برسي كوكس تعيين السيد طالب النقيب حاكما عاما للعراق.
الذي كان يخطط لاعلان"إمارة البصرة" وليكون هو اميرها، أسوة بامارة المحمرة وإمارة الكويت.
و لم يكفي بذلك بل بدأ جملةً من أعمال الشغب ، باغتيال معارضيه و إنتهى به الأمر منفياً في الهند.

### الأمير خزعل الكعبي

الأمير خزعل الكعبي

كان خزعل الكعبي أميراً للدولة الكعبية (الأحواز) ، فحاول المنافسة على عرش العراق وضم الأحواز إليه وقد أرسل رسالة بهذا الصدد إلى نوري السعيد وطلب منه مساعدته للظفر بعرش العراق، إلا أن البريطانيين رفضوا ذلك رغم إلحاحه الشديد.

### ابن سعود
كان عبدالعزيز آل سعود يرغب بأن يكن العراق أحد ابناءه و كاتب البريطانيين في ذلك.

### الملك عبدالله بن الحسين

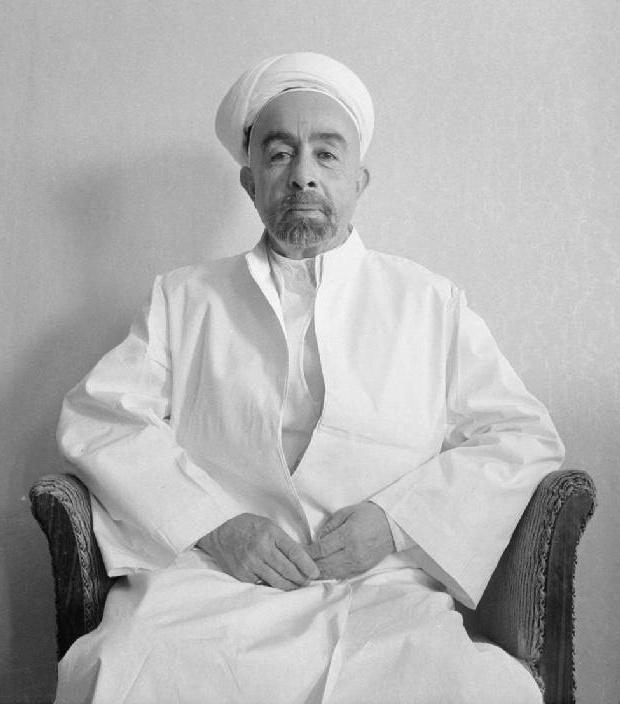
عبدالله الأول

الملك عبدالله الأول شقيق الملك فيصل الاول وذلك عندما كان شقيقه الملك فيصل الاول ملكاً على سوريا سنة 1920 لابل انه حتى الضباط العراقيين نادوا بالملك عبد الله ليكون ملكاً على العراق ولكن بعد فرض الانتداب على الدول العربيه ووقوع سوريا تحت الانتداب الفرنسي ورفض فرنسا لحكم الملك فيصل الاول لسوريا الذي استمر لأشهر واحتلال فرنسا لسوريا تراجع الملك عبد الله عن عرش العراق واكتفى بأن يكون ملكاً على الاردن.

### فيصل بن الحسين

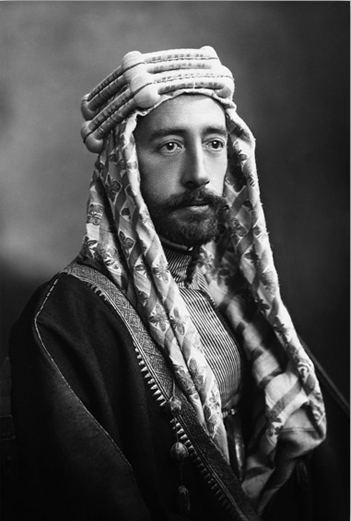
فيصل الأول

بعد فقدانه عرش المملكة العربية السورية على يد فرنسا ،تواصل معه عدد من العراقيين لتنصيبه ملكاً ، و قد وافق بشرط اجراء استفتاء يضمن له تأييد كافة العراقيين، وجرى استفتاء في العراق في صيف عام 1921، تمّ على إثره المناداة بفيصل ملكاً على البلاد.

## قدوم الملك
بدأت رحلة فيصل بالتوجه الى العراق في 12 حزيران 1921، من ميناء جدة متجها إلى ميناء البصرة على ظهر الباخرة الحربية البريطانية “نورث بروك” وبعد 11 يوما، وعند وصوله حظي باستقبال شعبي كبير.
واستقبله بعد وصوله إلى بغداد المندوب السامي البريطاني بيرسي كوكس والنقيب عبد الرحمن.
شارك ناجي السويدي الذي وصف بانه من اكثر المؤيدين لفيصل رشيد الخوجة بالأعداد لحفل استقبال الأمير في بغداد حيث وصلها في السابع والعشرين من حزيران 1921، وقد حضر الحفل نحو خمس مئة شخص من جميع شرائح المجتمع الذين رحبوا بالأمير وعبروا له عن اعتزازهم بالعائلة الهاشمية، في حين تباينت ردود الافعال في بقية الالويـة الأخرى.

## التتويج

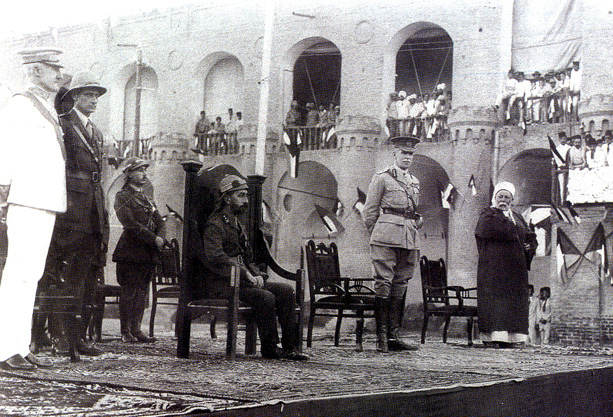
تتويج الملك فيصل في القشلة

بعد تحديد يوم 23 أغسطس 1921 السادسة صباحاً موعداً لحفل تتويج الملك فيصل الأول في قشلة بغداد، جرى توجيه الدعوات لحضور الحفل إلى كبار الشخصيات وفي مقدمتهم وزراء أول حكومة عراقية، وبينهم: ساسون حسقيل، ومصطفى الالوسي، وعبد اللطيف المنديل، ومهدي بحر العلوم، وعزت باشا الكركوكي، ومحمد علي فاضل، وجعفر العسكري.
كذلك وجهت الدعوة للوزراء بدون وزاره (وزراء دولة)، فضلاً عن الشيوخ: ضاري السعدون، وعبد الجبار الخياط، وعبد الغني كبة، وعبد المجيد الشاوي، وعبد الرحمن الحيدري، ومحمد الصيهود، والشيخ عجيل السمرمد، وأحمد الصانع، والشيخ سالم الخيون، والحاج نجم البلداوي، وداود اليوسفاني.
وجاء اختيار مكان الاحتفال بتتويج الملك في القشلة الحالية لكونها مقراً للحكومة ووزارتها وتحيط بها الدوائر الحكومية، بما فيها سراي الحكومة، وتعتبر القشلة أهم بناء حكومي في بغداد في ذلك الوقت، إذ يعود بناؤها إلى سنة 1851 م.
وحدد يوم الثلاثاء من ذلك التاريخ لأنه صادف في التقويم الهجري يوم عيد الغدير 18 من شهر ذي الحجه عام 1339 هـ باعتباره يوم عيد عند المكوِّن الشيعي في بغداد في رسالة للمكوِّن الأكبر أن الملك فيصل الأول ينحدر من ذرية الإمام علي بن أبي طالب وأن الاحتفال به يكون في نفس يوم الغدير بالنسبة للإمام علي، حتى أن إجراءات التتويج اكتملت من الناحيتين القانونية والإدارية، لكن الملك أجلها لحين موعد يوم الغدير.